# グザル

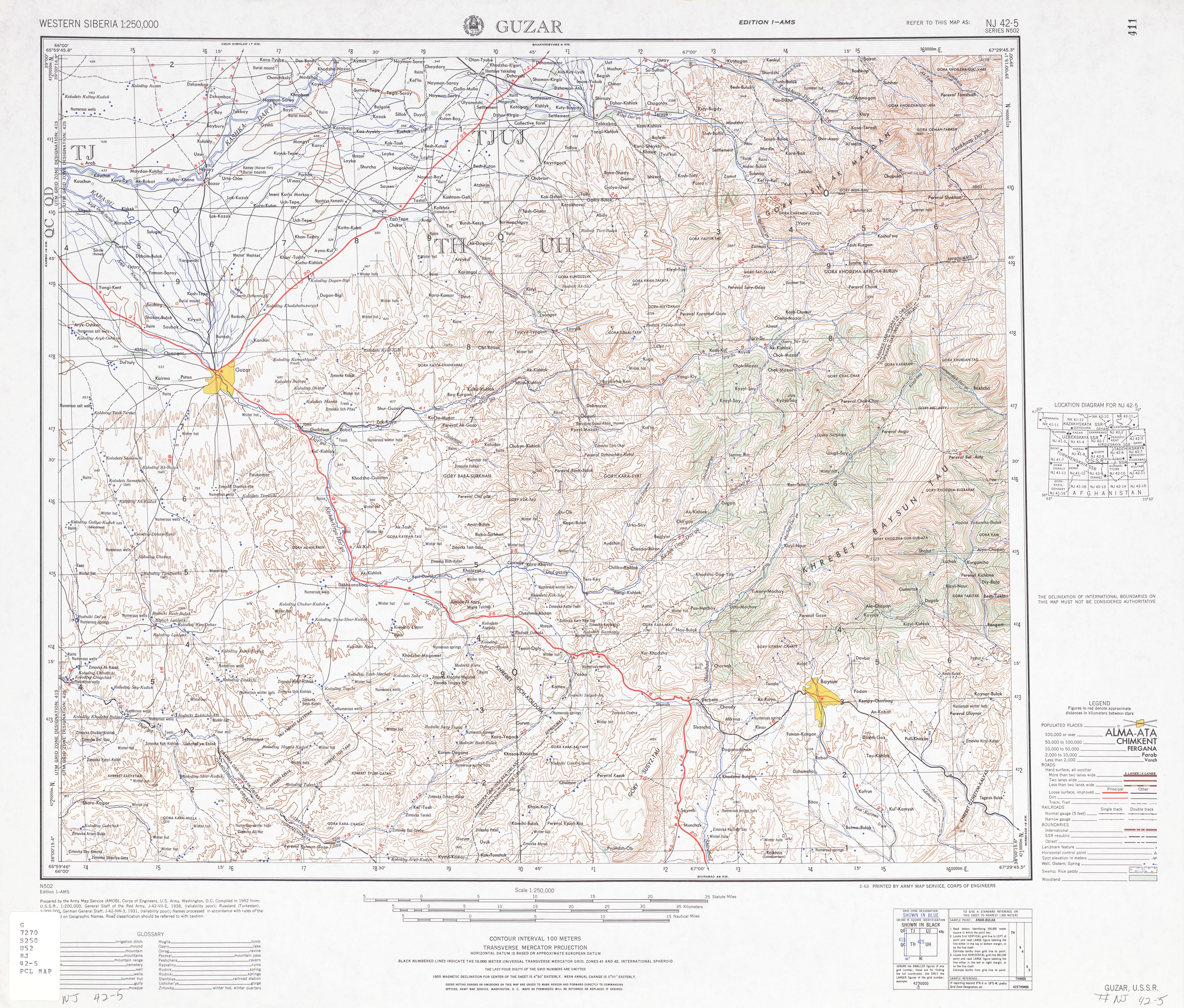
ソビエト連邦時代のグザル周辺地図

グザル（ウズベク語: G‘uzor, Ғузoр、ロシア語: Гузар）はウズベキスタン・カシュカダリヤ州の都市である。州都カルシより40km南東にある。推定人口27,000人。軟音符が省略されたGuzorや、Guzarと表記されることもある。

## 出来事
1995年8月17日、ウズベキスタン政府はグザルからスルハンダリヤ州のバイスンを経由してクムクルガンまでを鉄道で結ぶグザル-バイスン-クムクルガン線を建設すると発表した。また、2009年、ウズベキスタン政府は隣国タジキスタンから水力発電による電力提供を受けていたスルハンダリヤ州について、グザルからスルハンダリヤ州への送電ラインを建設すると発表した。

## スポーツ
1994年に設立された、サッカーのウズベク・リーグに所属するPFCシュルタン・グザルが本拠地としている。